# U-320
O Unterseeboot 320 foi um submarino alemão da classe Tipo VIIC/41 que serviu na Kriegsmarine durante a Segunda Guerra Mundial.
O submarino foi o último U-boot da Marinha da Alemanha a participar de um combate na guerra. Foi atacado com cargas de profundidade por um avião tipo Catalina da RAF em 8 de maio de 1945. Avariado submergiu, e iniciou reparos, não conseguindo superar os danos, dois dias após o ataque, o comandante Heinz Emmrich  trouxe o barco para superfície, explodindo a embarcação em seguida.
O U-320 participou por 18 dias de duas patrulhas, não afundou ou danificou navios das forças Aliadas.